# 托因茨
托因茨是德国巴伐利亚州的一个市镇。总面积30.73平方公里，总人口1912人，其中男性955人，女性957人（2011年12月31日），人口密度62人/平方公里。